# Hội nghị thượng đỉnh Liên Triều tháng 5 năm 2018

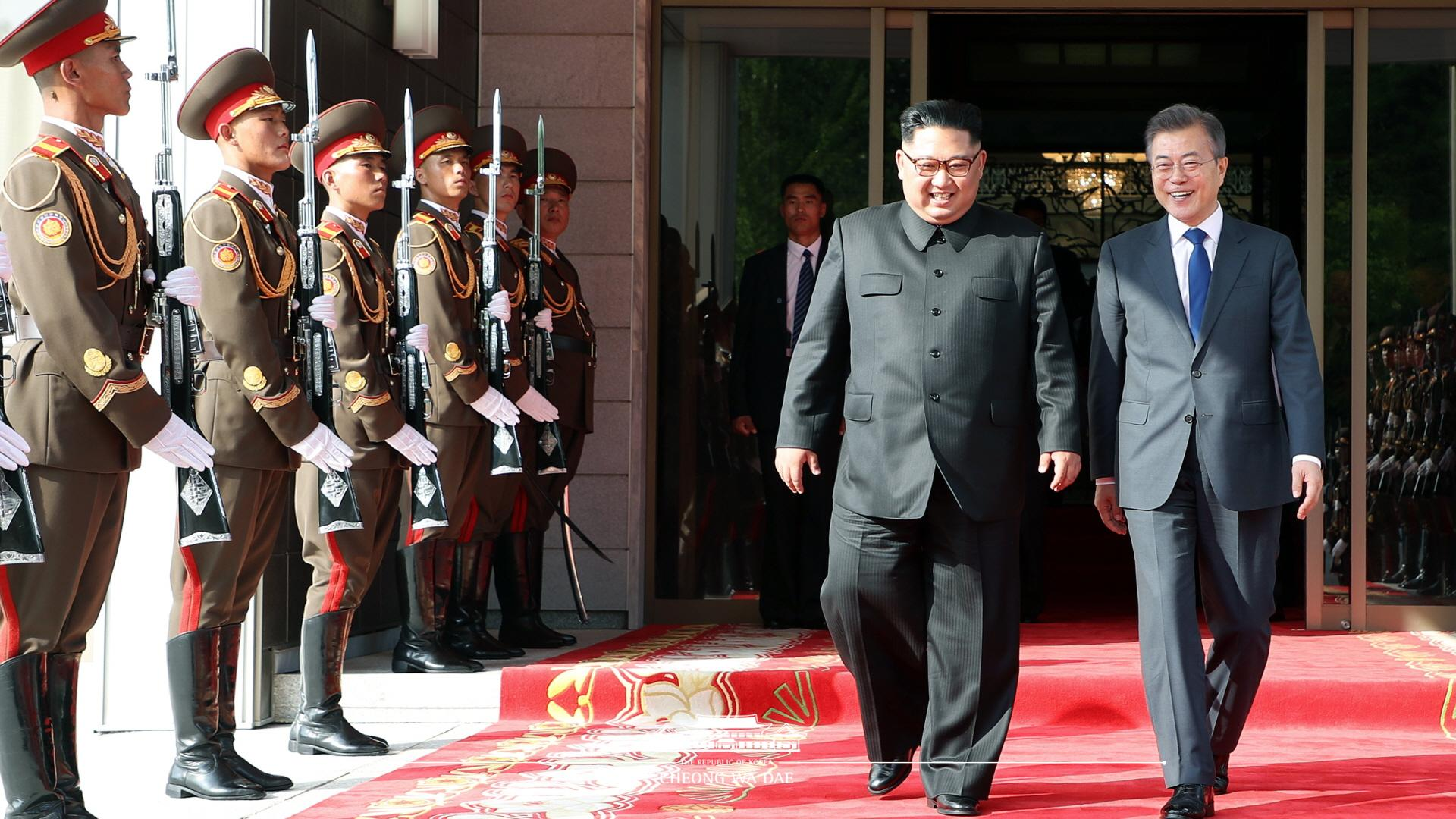
Kim và Moon sau hội nghị thượng đỉnh thứ nhì năm 2018.

Hội nghị thượng đỉnh liên Triều Tiên tháng 5 năm 2018 là hội nghị thượng đỉnh Liên Triều lần thứ hai trong năm 2018. Vào ngày 26 tháng 5, Chủ tịch Kim và Tổng thống Moon gặp lại nhau trong Khu vực An ninh Chung, lần này ở phía Cộng hòa Dân chủ Nhân dân Triều Tiên trong Nhà Hòa bình Liên Triều ở Thống nhất các. Cuộc họp kéo dài hai giờ, và không giống như các hội nghị thượng đỉnh khác, nó đã không được công bố trước đó. Các bức ảnh do văn phòng tổng thống Hàn Quốc phát hành cho thấy Moon đến phía bắc của làng ngừng bắn Panmunjom và bắt tay em gái của Chủ tịch Kim, Kim Yo-jong, trước khi ngồi xuống cùng Chủ tịch Kim để dự hội nghị. Tổng thống Moon được đi kèm với giám đốc tình báo của ông, Suh Hoon, trong khi Kim được tháp tùng bởi Kim Yong-chol, một cựu lãnh đạo tình báo quân sự hiện đang là phó chủ tịch ủy ban trung ương của đảng cầm quyền Triều Tiên được giao nhiệm vụ quan hệ giữa Hàn Quốc. Cuộc họp chủ yếu tập trung vào hội nghị thượng đỉnh sắp tới của lãnh đạo Triều Tiên Kim Jong Un với Tổng thống Mỹ Donald Trump. Kim và Moon cũng đã ôm nhau trước khi Moon trở về Hàn Quốc. Vào ngày 27 tháng 5, Moon tuyên bố trong một địa chỉ công cộng rằng anh và Kim đã đồng ý gặp lại nhau tại bất cứ lúc nào và bất cứ nơi nào mà không có bất kỳ hình thức nào và lãnh đạo CHDCND Triều Tiên một lần nữa cam kết phi hạt nhân hóa bán đảo Triều Tiên theo Tuyên bố Bàn Môn Điếm tức là 2 bên tái cam kết thực thi tuyên bố hòa bình Bàn Môn Điếm 4/2018 nhằm hòa giải và hòa hợp và cùng nhau tái thống nhất dân tộc Triều Tiên.